# Jacques Labro
Pour les articles homonymes, voir Labro (homonymie).
Jacques Labro, né le 7 mai 1935 à Paris où il est mort le 11 novembre 2024, est un architecte français.
Il est connu pour avoir réalisé les plans de la station de sports d'hiver d'Avoriaz.

## Biographie
Jacques Labro, naît le 7 mai 1935 à Paris. Élève à l'École nationale supérieure des beaux-arts, il est lauréat du deuxième second grand prix de Rome en 1961 pour un projet de monastère. Pour son diplôme, il étudie un projet de base de travail aux Îles Kerguelen à la suite de son service militaire effectué sur place, ce qui lui vaut le prix du meilleur diplôme de l'année 1963.
Il séjourne aux États-Unis en 1964 en compagnie des deux confrères Jean-Jacques Orzoni et Jean-Marc Roques. À leur retour, le promoteur immobilier Gérard Brémond leur confie la réalisation de la station de sports d'hiver d'Avoriaz en Haute-Savoie, associés au sein de l'Atelier d'architecture d'Avoriaz (AAA). Station de sports d'hiver novatrice par son concept sans voiture, sans pollution (chauffage intégralement électrique), son architecture moderne et mimétique préfère les immeubles aux chalets ; leur forme générale comprend de nombreux décrochés et aplombs et des toitures retenant la neige et enfin tous les bâtiments sont parés de tavaillons changeant de couleur avec le temps et l'orientation. Ils remportent ensemble le prix de l'Équerre d'argent en 1968 pour la réalisation des résidences Séquoïa et Mélèzes. L'ensemble de la station est labellisé Patrimoine du XXe siècle.
Il réalise par ailleurs, associé à Jean-Jacques Orzoni dans le « Collectif architecture » jusqu'en 1978, séparément ensuite, d'autres projets résidentiels en bords de mer et en région parisienne.
De 1985 à 2002, il est enseignant à l'École d'Architecture de Paris-Conflans (Unité Pédagogique n°4), au sein de l'atelier "E". Il entre à l'Académie d'architecture en 2002.
Il est le frère de l'écrivain, journaliste, cinéaste, homme de radio et parolier, Philippe Labro.
Jacques Labro meurt le 11 novembre 2024 à l'âge de 89 ans à Paris.

## Principales réalisations
- 1964-1968 : station de sports d'hiver d'Avoriaz
- 1970 : Port-Deauville dans la commune du même nom (Calvados)
- 1975 : centre international de rencontres à Courchevel 1850
- 1976 : hameau de May-villages (orthographié désormais Mayvillage) au Touquet-Paris-Plage
- 1978 : ZAC Jemmape - La Grange-aux-Belles à Paris (10e)
- 1984 : palais du festival d'Avoriaz
- 1986 : Port Vauban à Antibes
- 1986-1998 : quartier de la Falaise à Avoriaz
- 1989-1990 : la station de La Tania (Savoie)
- 1990 : place de l’Europe à Saint-Nom-la-Bretèche (Yvelines)
- 2000 : logements sociaux Place du Colonel-Fabien à Paris 19e

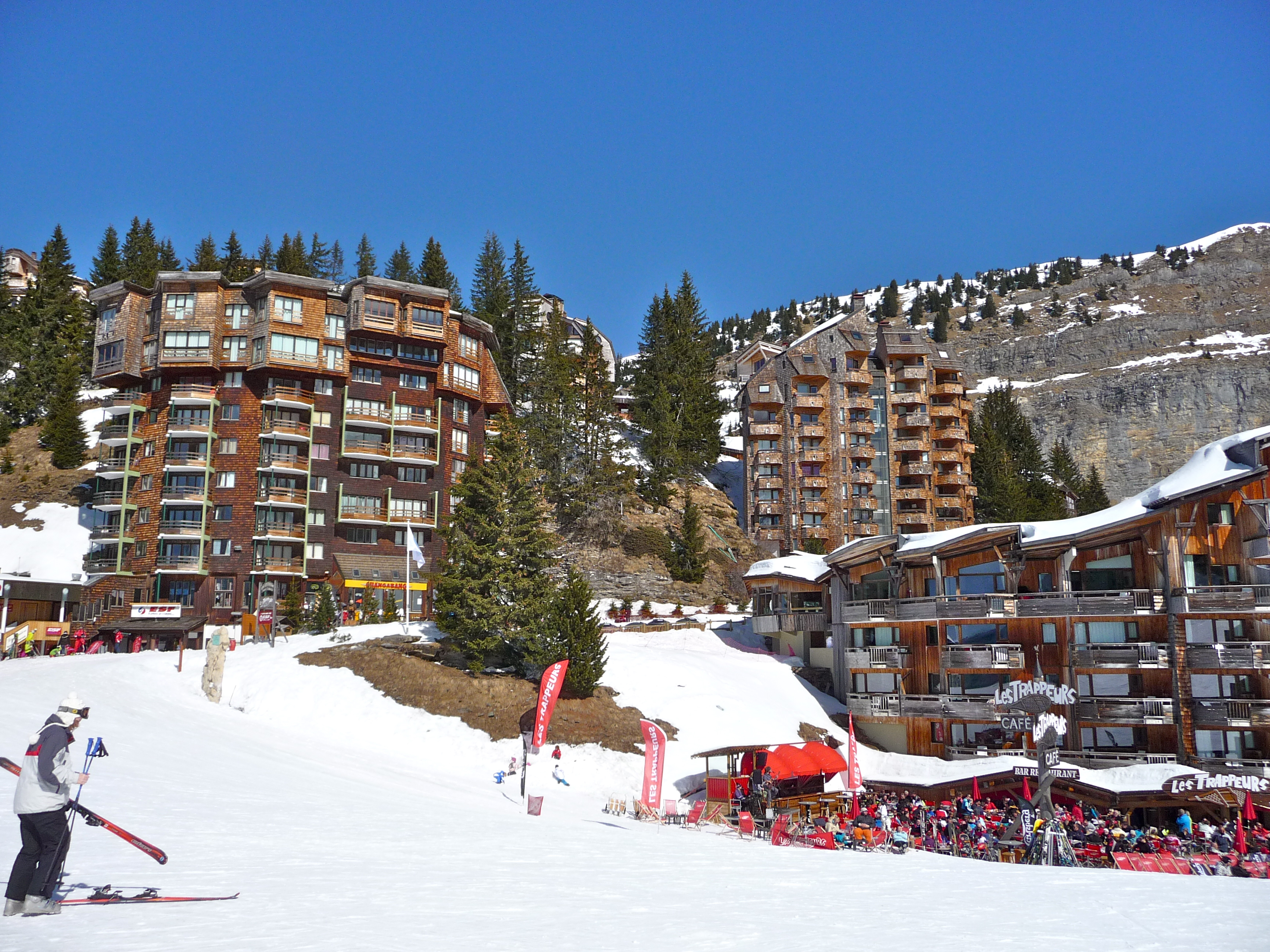
Avoriaz.
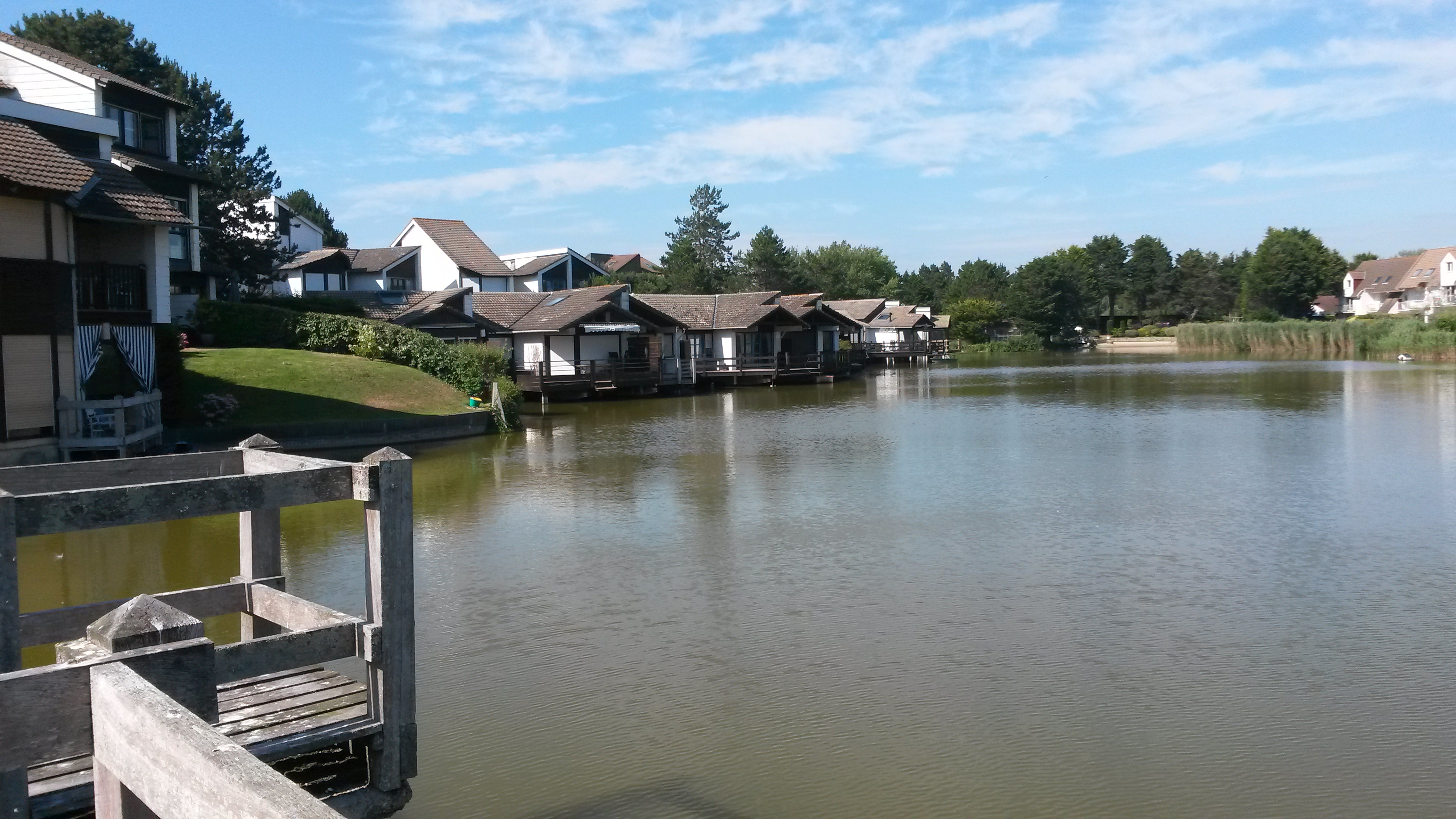
Mayvillage au Touquet-Paris-Plage.
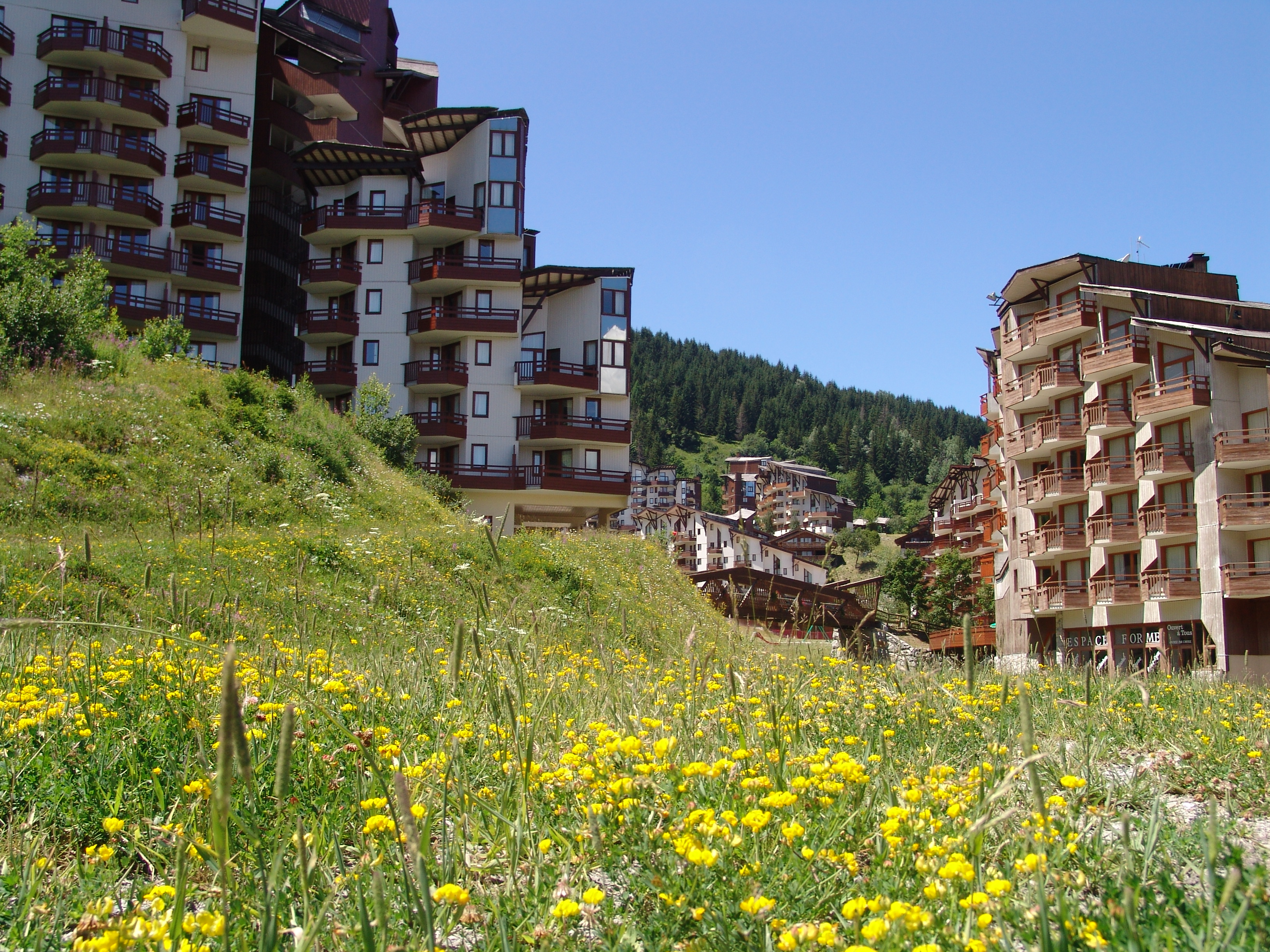
la Tania.